# Course tempo
La course tempo est une discipline de cyclisme sur piste, incluse dans l'omnium, créée en 2016 par l'UCI.
Il s'agit d'une variante de la course aux points, avec le même règlement et les mêmes modalités. Cette épreuve est également au programme de certaines courses de six jours, où généralement des points sont attribués aux deux premiers de chaque tour. Lors des grandes compétitions internationales, la course de tempo n'est pas organisée comme une compétition autonome, mais uniquement dans le cadre de l'omnium. Cependant, certains pays organisent des championnats nationaux spécifiques, comme l'Autriche.

## Règlement initial
Tous les tours sont des sprints. Après les cinq premiers tours, chaque tour en tête rapporte un point, y compris le sprint final. Un coureur ayant un tour d'avance sur le peloton gagne 5 points. Un coureur avec un tour de retard quitte la piste et perd les points qu'il aurait accumulés.
La course tempo a lieu sur :
- 10 km pour les hommes élites
- 7,5 km pour les femmes élites
- 10 km pour les hommes juniors
- 7,5 km pour les femmes juniors

## Modification apportée en 2017
Pour inciter les coureurs à prendre un tour d'avance, le barème est modifié. Le gain d'un tour sur le peloton est récompensé de 20 points à partir de février 2017.

## Modification apportée en 2025
À partir de 2025, les distances sont modifiées, toutes les catégories sont désormais sur 10 km.